# Kristina Olegowna Komissarowa
Kristina Olegowna Komissarowa (russisch Кристина Олеговна Комиссарова; * 24. Februar 2001 in Toljatti) ist eine russische Frauenfußballspielerin.

## Karriere

### Verein
Komissarowa debütierte 2017 im Alter von 16 Jahren für die erste Mannschaft von Tschertanowo Moskau in der russischen Frauen-Superliga. In ihrer Zeit bei Chertanowo absolvierte sie 61 Spiele und erzielte 12 Tore. Am 17. Januar 2022 wechselte Komissarowa zu Dynamo Moscow.

### Nationalmannschaft
Komissarowa durchlief die Jugend-Nationalmannschaften Russlands. Am 23. November 2017 debütierte sie für die A-Nationalmannschaft in einem Freundschaftsspiel gegen Belgien.